# Mannstoppwirkung
Unter Mannstoppwirkung versteht man umgangssprachlich die Fähigkeit einer Waffe, einen Getroffenen möglichst schnell bewegungsunfähig (handlungsunfähig) zu machen. Dies kann durch körperliche Verletzungen bzw. den Tod der Person oder insbesondere bei nichttödlichen Waffen durch Schmerzwirkungen, Blendung oder Narkotisierung bewirkt werden. Der Begriff hat keine feste Definition und wird je nach eingesetzter Waffe unterschiedlich verstanden.

## Mannstoppwirkung nach Waffenart

### Schusswaffen
Entscheidende Faktoren über die Wirkung eines Treffers im Zielmedium sind der Auftreffort, Art, Gewicht, Geschwindigkeit und Kaliber, sprich Durchmesser des Geschosses. Mannstoppwirkung heißt fernerhin, dass das Geschoss durch Wucht, Verformung und im Ziel abgegebene Energie dafür sorgt, dass der Getroffene handlungsunfähig wird.
Die Auswirkungen von Geschossen im Körper der getroffenen Personen oder anderen Objekten werden in der Fachdisziplin Zielballistik und der Forensik behandelt.
Im waffentechnischen Sinne ist damit bei Schusswaffeneinsatz die Fähigkeit eines Geschosses gemeint, möglichst viel Bewegungsenergie an den Getroffenen abzugeben. Dieser Effekt wird in der Regel durch eine besondere Geschosskonstruktion erreicht. Ein wichtiger Index dafür ist der A-Square Shock Power Index.
Der höchste Wirkungsgrad, also sofortige Bewegungsunfähigkeit, tritt nur bei einem Treffer des Hirnstammes ein, wie er bei einem „finalen Rettungsschuss“ erfolgt. Treffer ins restliche Gehirn oder in die Wirbelsäule wirken mit sehr geringer Verzögerung (also deutlich unterhalb einer Sekunde). Jedoch können in diesen Fällen noch reflexhafte Bewegungen erfolgen und damit eine verheerende Wirkung für Geiseln haben. Treffer ins Herz lassen dem Getroffenen bis zu zehn Sekunden Zeit für kontrollierte Handlungen, bevor der Getroffene durch Sauerstoffmangel aufgrund der ausbleibenden Durchblutung des Hirns kollabiert. Bei Treffern in anderen Körperregionen kann dieser Zeitraum erheblich größer sein. Die Schießausbildung bei der Polizei ist u. a. darauf ausgerichtet, die Schusswaffe so lange einzusetzen, bis ein Wirkungstreffer den Angriff bzw. die Notsituation beendet.

### Distanz-Elektroimpulsgeräte
Eine Mannstoppwirkung kann auch durch im Distanzmodus abgefeuerte nadelförmige Projektile aus Elektroschockpistolen erreicht werden. Hierbei ist aber nicht die Geschossenergie der Projektile, sondern die elektrische Energie die in den getroffenen Oberkörper übertragen wird und damit die willkürliche Steuerung der Skelettmuskulatur unterbindet, die Ursache für eine weitreichende bis vollständig vorhandene Handelsunfähigkeit, die so lange anhält, bis der Stromfluss wieder endet.

### Sonstige Waffen und Abwehrmittel
Zu den bekannten chemischen Waffen zählen das Pfefferspray und weitere Reizstoffe. Die jeweilige Mannstoppwirkung ist sehr stark von der Art, Konzentration und Menge der eingesetzten Stoffe abhängig. Genau wie ein Elektroschocker sind sie dafür ausgelegt, dem Gegner Schmerzen zuzufügen und ihn dadurch aufzuhalten und zum Aufgeben zu bringen. Da jedoch jeder Angreifer (vor allem bei Konsum von psychoaktiven Substanzen oder Schmerzmitteln) unterschiedlich auf Schmerzen reagiert, ist eine Handlungsunfähigkeit nicht automatisch gegeben, unter Umständen kann der Getroffene (noch) aggressiver reagieren.
Aus dem Bereich des Kampfsportes sind zahlreiche, teils historische, teils neuere Waffen bekannt, die Angreifer stoppen können. Weiterhin gibt es zahlreiche weitere, teils historische Waffen aus folgenden Bereichen: Schlagwaffe, Hiebwaffe, Stichwaffe, Stoßwaffe. Deren Mannstoppwirkung kann sehr unterschiedlich sein und bei vielen Waffen besteht die Gefahr, Angreifer tödlich zu verletzen. Energiewaffen können mit Schalldruck oder mit Strahlung wirken. Bekannt ist beispielsweise das Long Range Acoustic Device oder die Gruppe der Blendwaffen.

## Waffen mit weniger tödlicher Wirkung (less-lethal weapons)
Jeder Schusswaffeneinsatz gegen Personen birgt die Gefahr schwerster Verletzungen bis hin zum Tod des Getroffenen in sich. International wurden und werden daher nicht letale (engl. non-lethal) – nicht (prinzipiell) tödlich wirkende – Waffen entwickelt. Diese sollen bei möglichst geringem Risiko für den Delinquenten eine Alternative zum Schusswaffeneinsatz bieten. Der früher verwendete Begriff NLW (non-lethal weapons) wurde heute durch LLW (less-lethal weapons, Waffen mit weniger tödlicher Wirkung) ersetzt, da es auch bei diesen Waffensystemen zu Todesfällen kam.
Hierzu gehören u. a. Elektroschockwaffen, Gummigeschosse, „Bean Bags“, das mit Mikrowellen arbeitende Active Denial System, aber auch Druckluftwaffen für Pepperballkugeln, wie sie aus dem Paintball bekannt sind.